# Panik (album)
Panik – druga płyta studyjna zespołu Panik wydana 25 września 2009 roku. Znajdują się na niej dwie piosenki, które nie zostały wykonane przez głównego wokalistę zespołu - jedna przez Davida Bonka, a druga przez Christiana Linke.

## Lista utworów
1. Jeder (3:14)
2. Unsere Zeit (3:24)
3. Lass mich fallen (2:43)
4. Keiner merkt es (3:47)
5. Perfekt (2:51)
6. Morgencafe (3:27)
7. Wollt nur wissen (3:12)
8. Kinder (Ist es nicht krank?) (3:50)
9. Was würdest du tun? (3:19)
10. Noch nicht tot (3:33)
11. Ein letzes Mal (3:39)
12. Wir geben's zu (4:03)
13. Bevor du gehst (3:29)
14. San Diego (2:44)